# Пасош Гвинеје Бисао
Пасош Гвинеје Бисао је јавна путна исправа која се држављанину Гвинеје Бисао издаје за путовање и боравак у иностранству, као и за повратак у земљу. За време боравка у иностранству, путна исправа служи њеном имаоцу за доказивање идентитета и као доказ о држављанству. 

## Језици
Пасош је исписан португалским језиком као и личне информације носиоца.